# Josef Jorewitz
Josef Jorewitz (ur. 1894, zm. ?) – zbrodniarz hitlerowski, członek załogi obozu koncentracyjnego Dachau i SS-Scharführer.
Do kompleksu obozowego Dachau przybył 28 sierpnia 1944 roku jako żołnierz Wehrmachtu. Początkowo pełnił służbę w podobozie Kaufering VII jako strażnik. 1 października 1944 roku został członkiem Waffen-SS, a 17 listopada przeniesiono go do Kaufering II, gdzie sprawował stanowisko Blockführera. Pod koniec wojny Jorewitz znalazł się w Kaufering XI. Okrutnie znęcał się tu nad podległymi mu więźniami. Wielu bił kijem czy trzonkiem siekiery, przynajmniej kilku więźniów zmarło na skutek ciosów zadawanych im przez Jorewitza. Oprócz tego był on współodpowiedzialny za fatalne warunki panujące w podobozie.
Jorewitz został osądzony za swoje zbrodnie w procesie załogi Dachau (US vs. Willi Fischer i inni) przez amerykański Trybunał Wojskowy w Dachau w dniach 26 lutego – 6 marca 1947 roku. Wymierzono mu karę dożywotniego pozbawienia wolności.